# Tratado ítalo-etíope de 1928
El Tratado ítalo-etíope de 1928, también conocido como el Tratado ítalo-etíope de Amistad y Mediación, fue un tratado firmado entre el Reino de Italia y el Imperio etíope el 2 de agosto de 1928.

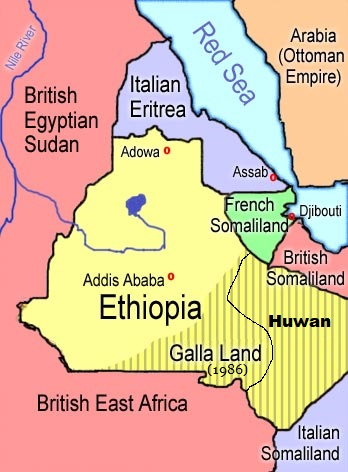
Mapa de 1908 del Cuerno de África, mostrando la colonia italiana de Eritrea y el Imperio etíope.

Nəgusä Nägäst Zauditu I (en amhárico equivalente a emperatriz) imperaba sobre Etiopía al momento del tratado. A pesar de esto, fue el Ras (cabeza en amhárico) Tafari Makonnen quien en ese entonces representaba al gobierno de Etiopía, ostentando también el título de heredero natural y el derecho de regente pluripotencial.
A dos meses del tratado, el 7 de octubre de 1928, Ras Tafari Makonnen fue proclamado negus (rey en amhárico). Algo más de dos años después, el 2 de noviembre de 1930, Zauditu I falleció y Tafari fue proclamado Nəgusä Nägäst (emperador o rey de reyes) con el nombre de Haile Selassie I de Etiopía.

## Antecedentes
En 1926, Italia y el Reino Unido intentaron una empresa comercial conjunta en Etiopía. Presionando en conjunto al Ras Tafari, los italianos planeaban explotar las vías férreas y los ingleses planeaban construir grandes obras de regadío para irrigar el Sudán anglo-egipcio. Aunque Tafari cedió temporalmente, luego presentó una protesta tan vigorosa ante la Sociedad de Naciones que la opinión pública británica se volvió en contra de las obras de regadío, dando al traste con dichos planes. Esto dejó a los italianos en una posición dudosa.
En vez de abandonar sus planes, el dictador italiano Benito Mussolini recabó la ayuda del príncipe Luis Amadeo de Saboya, duque de los Abruzzos y primo del rey Víctor Manuel III de Italia. En 1928, el duque, acompañado de un séquito de proporciones reales, cruzó el Mediterráneo, navegó hasta la costa del este de África, y se adentró hasta Etiopía y su remota capital, Adís Abeba. El duque ablandó a un sospechoso Tafari al regalarle una gran limusina Isotta Fraschini, un lujoso producto italiano que por entonces valía unos $18 000 dólares estadounidenses; alrededor de $270 000 dólares en 2017, entre otros regalos.

## Detalles
El tratado proclamaba la amistad bilateral de los dos países firmantes por un periodo de veinte años, concedía acceso al mar a Etiopía, una carretera a Italia y contenía un convenio para dirimir futuros desacuerdos ante la Sociedad de Naciones. Además, el tratado disponía lo siguiente:
- Otorgaba una concesión a Etiopía en el puerto de Asab en el Mar Rojo, en la colonia italiana de Eritrea.
- Proclamaba la disposición de las dos naciones para colaborar en el trazado de una carretera entre Asab y Dese.
- Delimitaba las fronteras entre la Somalia Italiana y Etiopía a veintiuna leguas en paralelo a la costa de Benadir.

## Consecuencias
Ambas partes tenían motivos diferentes para rubricar el tratado ítalo-etíope de 1928. Mussolini quería que el tratado sirviese como puente para permitir al Reino de Italia penetrar económicamente en Etiopía y nunca tuvo intención de solicitar el arbitraje de la Sociedad de Naciones en posibles disputas con los etíopes. Por su parte, el Ras Tafari sí deseaba el arbitraje, pero nunca estuvo dispuesto a permitir la construcción de la carretera italiana desde Asab, que consideraba como una ruta natural de invasión del país.